# دی چکو
دی چکو (انگلیسی: De Cecco) یک شرکت ایتالیایی تولیدکننده طیف وسیعی از محصولات بر پایه غلات مانند 
پاستا ، تردک ، انواع آرد ، نان ، پولنتا ، خمیر پیتزا ، نوکی ، کوسکوس ، لازانیا ، برنج ،  روغن زیتون ، سرکه بالزامیک  ،  پستو ،  پالپ ، پوره  و سس گوجه فرنگی  مرتبط است.
این شرکت از سال 2013 سومین تولید کننده پاستا در جهان میباشد.